# Grand Prix Azerbejdżanu 2019
Grand Prix Azerbejdżanu 2019 (oficjalnie Formula 1 SOCAR Azerbaijan Grand Prix 2019) – czwarta runda eliminacji Mistrzostw Świata Formuły 1 w sezonie 2019. Grand Prix odbyło się w dniach 26–28 kwietnia 2019 roku na torze Baku City Circuit w Baku.

## Lista startowa
| Nr | Kierowca           | Zespół                           | Samochód                      | Silnik           | Opony |
| -- | ------------------ | -------------------------------- | ----------------------------- | ---------------- | ----- |
| 3  | Daniel Ricciardo   | Renault F1 Team                  | Renault R.S.19                | Renault 1.6T V6  | P     |
| 4  | Lando Norris       | McLaren F1 Team                  | McLaren MCL34                 | Renault 1.6T V6  | P     |
| 5  | Sebastian Vettel   | Scuderia Ferrari Mission Winnow  | Ferrari SF90                  | Ferrari 1.6T V6  | P     |
| 7  | Kimi Räikkönen     | Alfa Romeo Racing                | Alfa Romeo C38                | Ferrari 1.6T V6  | P     |
| 8  | Romain Grosjean    | Rich Energy Haas F1 Team         | Haas VF-19                    | Ferrari 1.6T V6  | P     |
| 10 | Pierre Gasly       | Aston Martin Red Bull Racing     | Red Bull RB15                 | Honda 1.6T V6    | P     |
| 11 | Sergio Pérez       | SportPesa Racing Point F1 Team   | Racing Point RP19             | Mercedes 1.6T V6 | P     |
| 16 | Charles Leclerc    | Scuderia Ferrari Mission Winnow  | Ferrari SF90                  | Ferrari 1.6T V6  | P     |
| 18 | Lance Stroll       | SportPesa Racing Point F1 Team   | Racing Point RP19             | Mercedes 1.6T V6 | P     |
| 20 | Kevin Magnussen    | Rich Energy Haas F1 Team         | Haas VF-19                    | Ferrari 1.6T V6  | P     |
| 23 | Alexander Albon    | Red Bull Toro Rosso Honda        | Toro Rosso STR14              | Honda 1.6T V6    | P     |
| 26 | Daniił Kwiat       | Red Bull Toro Rosso Honda        | Toro Rosso STR14              | Honda 1.6T V6    | P     |
| 27 | Nico Hülkenberg    | Renault F1 Team                  | Renault R.S.19                | Renault 1.6T V6  | P     |
| 33 | Max Verstappen     | Aston Martin Red Bull Racing     | Red Bull RB15                 | Honda 1.6T V6    | P     |
| 44 | Lewis Hamilton     | Mercedes-AMG Petronas Motorsport | Mercedes AMG F1 W10 EQ Power+ | Mercedes 1.6T V6 | P     |
| 55 | Carlos Sainz Jr.   | McLaren F1 Team                  | McLaren MCL34                 | Renault 1.6T V6  | P     |
| 63 | George Russell     | ROKiT Williams Racing            | Williams FW42                 | Mercedes 1.6T V6 | P     |
| 77 | Valtteri Bottas    | Mercedes-AMG Petronas Motorsport | Mercedes AMG F1 W10 EQ Power+ | Mercedes 1.6T V6 | P     |
| 88 | Robert Kubica      | ROKiT Williams Racing            | Williams FW42                 | Mercedes 1.6T V6 | P     |
| 99 | Antonio Giovinazzi | Alfa Romeo Racing                | Alfa Romeo C38                | Ferrari 1.6T V6  | P     |
| Nr | Kierowca           | Zespół                           | Samochód                      | Silnik           | Opony |

## Wyniki

### Sesje treningowe
| Sesja | Nr | Kierowca        | Konstruktor | Czas     | Okr. |
| ----- | -- | --------------- | ----------- | -------- | ---- |
| 1     | 16 | Charles Leclerc | Ferrari     | 1:47.947 | 5    |
| 2     | 16 | Charles Leclerc | Ferrari     | 1:42.872 | 28   |
| 3     | 16 | Charles Leclerc | Ferrari     | 1:41.604 | 14   |

### Kwalifikacje
Źródło: formula1.com
| P                    | Nr | Kierowca           | Konstruktor  | Czasy w kwalifikacjach | Czasy w kwalifikacjach | Czasy w kwalifikacjach | Poz. s. |
| P                    | Nr | Kierowca           | Konstruktor  | Q1                     | Q2                     | Q3                     | Poz. s. |
| -------------------- | -- | ------------------ | ------------ | ---------------------- | ---------------------- | ---------------------- | ------- |
| 1                    | 77 | Valtteri Bottas    | Mercedes     | 1:42.026               | 1:41.500               | 1:40.495               | 1       |
| 2                    | 44 | Lewis Hamilton     | Mercedes     | 1:41.614               | 1:41.580               | 1:40.554               | 2       |
| 3                    | 5  | Sebastian Vettel   | Ferrari      | 1:42.042               | 1:41.889               | 1:40.797               | 3       |
| 4                    | 33 | Max Verstappen     | Red Bull     | 1:41.727               | 1:41.388               | 1:41.069               | 4       |
| 5                    | 11 | Sergio Pérez       | Racing Point | 1:42.249               | 1:41.870               | 1:41.593               | 5       |
| 6                    | 26 | Daniił Kwiat       | Toro Rosso   | 1:42.324               | 1:42.221               | 1:41.681               | 6       |
| 7                    | 4  | Lando Norris       | McLaren      | 1:42.371               | 1:42.084               | 1:41.886               | 7       |
| 8                    | 99 | Antonio Giovinazzi | Alfa Romeo   | 1:42.140               | 1:42.381               | 1:42.424               | 171     |
| 9                    | 7  | Kimi Räikkönen     | Alfa Romeo   | 1:42.059               | 1:42.082               | 1:43.068               | PL²     |
| 10                   | 16 | Charles Leclerc    | Ferrari      | 1:41.426               | 1:41.995               | –                      | 8       |
| 11                   | 55 | Carlos Sainz Jr.   | McLaren      | 1:41.936               | 1:42.398               |                        | 9       |
| 12                   | 3  | Daniel Ricciardo   | Renault      | 1:42.486               | 1:42.477               |                        | 10      |
| 13                   | 23 | Alexander Albon    | Toro Rosso   | 1:42.154               | 1:42.494               |                        | 11      |
| 14                   | 20 | Kevin Magnussen    | Haas         | 1:42.382               | 1:42.699               |                        | 12      |
| 15                   | 10 | Pierre Gasly       | Red Bull     | 1:41.335               | –                      |                        | PL³     |
| 16                   | 18 | Lance Stroll       | Racing Point | 1:42.630               |                        |                        | 13      |
| 17                   | 8  | Romain Grosjean    | Haas         | 1:43.407               |                        |                        | 14      |
| 18                   | 27 | Nico Hülkenberg    | Renault      | 1:43.427               |                        |                        | 15      |
| 19                   | 63 | George Russell     | Williams     | 1:45.062               |                        |                        | 16      |
| 20                   | 88 | Robert Kubica      | Williams     | 1:45.455               |                        |                        | PL4     |
| 107% czasu: 1:48.428 |    |                    |              |                        |                        |                        |         |

Uwagi

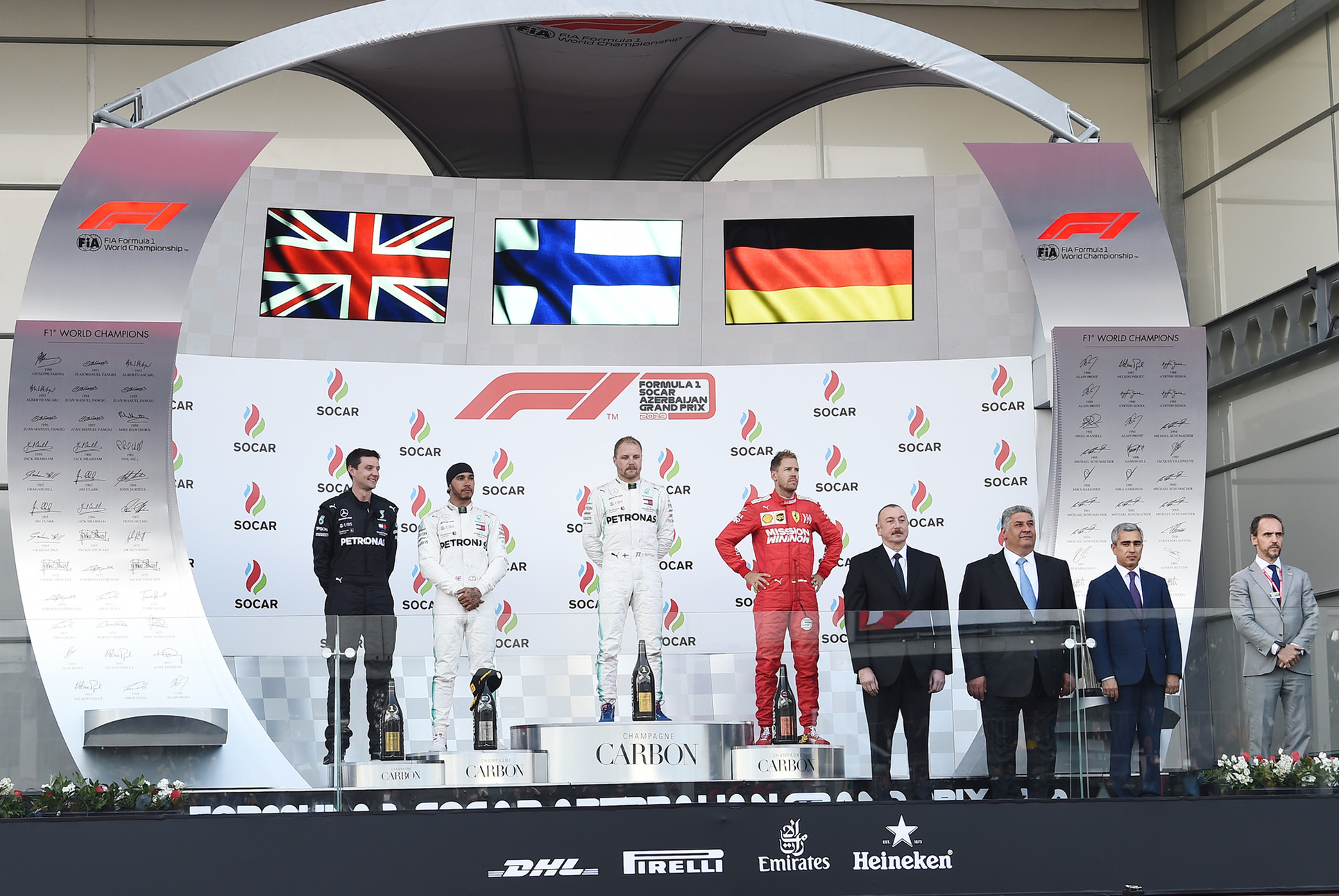
Podium

- 1 – Antonio Giovinazzi został cofnięty o 10 pozycji za użycie dodatkowej jednostki napędowej
- ² – Kimi Räikkönen został wykluczony z wyników kwalifikacji i ukarany startem z pit lane za nadmierną elastyczność przedniego skrzydła
- ³ – Pierre Gasly został wykluczony z wyników kwalifikacji i ukarany startem z pit lane za przekroczenie limitu paliwa w bolidzie
- 4 – Robert Kubica wystartował z pit lane z powodu naruszenia zasad parku zamkniętego

### Wyścig
Źródło: formula1.com
| P  | Nr | Kierowca           | Konstruktor  | Okr. | Czas         | Start | Punkty |
| -- | -- | ------------------ | ------------ | ---- | ------------ | ----- | ------ |
| 1  | 77 | Valtteri Bottas    | Mercedes     | 51   | 1:31:52.942  | 1     | 25     |
| 2  | 44 | Lewis Hamilton     | Mercedes     | 51   | +1.524       | 2     | 18     |
| 3  | 5  | Sebastian Vettel   | Ferrari      | 51   | +11.739      | 3     | 15     |
| 4  | 33 | Max Verstappen     | Red Bull     | 51   | +17.493      | 4     | 12     |
| 5  | 16 | Charles Leclerc    | Ferrari      | 51   | +1:09.107    | 8     | 111    |
| 6  | 11 | Sergio Pérez       | Racing Point | 51   | +1:16.416    | 5     | 8      |
| 7  | 55 | Carlos Sainz Jr.   | McLaren      | 51   | +1:23.826    | 9     | 6      |
| 8  | 4  | Lando Norris       | McLaren      | 51   | +1:40.268    | 7     | 4      |
| 9  | 18 | Lance Stroll       | Racing Point | 51   | +1:43.816    | 13    | 2      |
| 10 | 7  | Kimi Räikkönen     | Alfa Romeo   | 50   | +1 okrążenie | PL    | 1      |
| 11 | 23 | Alexander Albon    | Toro Rosso   | 50   | +1 okrążenie | 11    |        |
| 12 | 99 | Antonio Giovinazzi | Alfa Romeo   | 50   | +1 okrążenie | 17    |        |
| 13 | 20 | Kevin Magnussen    | Haas         | 50   | +1 okrążenie | 12    |        |
| 14 | 27 | Nico Hülkenberg    | Renault      | 50   | +1 okrążenie | 15    |        |
| 15 | 63 | George Russell     | Williams     | 49   | +2 okrążenia | 16    |        |
| 16 | 88 | Robert Kubica      | Williams     | 49   | +2 okrążenia | PL    |        |
| NS | 10 | Pierre Gasly       | Red Bull     | 38   | NU           | PL    |        |
| NS | 8  | Romain Grosjean    | Haas         | 38   | NU           | 14    |        |
| NS | 26 | Daniił Kwiat       | Toro Rosso   | 33   | NU           | 6     |        |
| NS | 3  | Daniel Ricciardo   | Renault      | 31   | NU           | 10    |        |

Uwagi
- 1 – Jeden dodatkowy punkt jest przyznawany kierowcy, który ustanowił najszybsze okrążenie w wyścigu, pod warunkiem, że ukończył wyścig w pierwszej 10.

### Najszybsze okrążenie
| Nr | Kierowca        | Konstruktor | Czas     | Okr. |
| -- | --------------- | ----------- | -------- | ---- |
| 16 | Charles Leclerc | Ferrari     | 1:43.009 | 50   |

## Klasyfikacja po wyścigu

### Kierowcy
| P  | +/− | Kierowca           | Starty | Punkty | P1 | P2 | P3 | PP | NO | NS |
| -- | --- | ------------------ | ------ | ------ | -- | -- | -- | -- | -- | -- |
| 1  | +1  | Valtteri Bottas    | 4      | 87     | 2  | 2  | –  | 2  | 1  | –  |
| 2  | −1  | Lewis Hamilton     | 4      | 86     | 2  | 2  | –  | 1  | –  | –  |
| 3  | +1  | Sebastian Vettel   | 4      | 52     | –  | –  | 2  | –  | –  | –  |
| 4  | −1  | Max Verstappen     | 4      | 51     | –  | –  | 1  | –  | –  | –  |
| 5  | 0   | Charles Leclerc    | 4      | 47     | –  | –  | 1  | 1  | 2  | –  |
| 6  | +6  | Sergio Pérez       | 4      | 13     | –  | –  | –  | –  | –  | –  |
| 7  | −1  | Pierre Gasly       | 4      | 13     | –  | –  | –  | –  | 1  | 1  |
| 8  | −2  | Kimi Räikkönen     | 4      | 13     | –  | –  | –  | –  | –  | –  |
| 9  | −1  | Lando Norris       | 4      | 12     | –  | –  | –  | –  | –  | –  |
| 10 | −1  | Kevin Magnussen    | 4      | 8      | –  | –  | –  | –  | –  | –  |
| 11 | +7  | Carlos Sainz Jr.   | 4      | 6      | –  | –  | –  | –  | –  | 1  |
| 12 | −1  | Daniel Ricciardo   | 4      | 6      | –  | –  | –  | –  | –  | 2  |
| 13 | −3  | Nico Hülkenberg    | 4      | 6      | –  | –  | –  | –  | –  | 1  |
| 14 | 0   | Lance Stroll       | 4      | 4      | –  | –  | –  | –  | –  | –  |
| 15 | −2  | Alexander Albon    | 4      | 3      | –  | –  | –  | –  | –  | –  |
| 16 | −1  | Daniił Kwiat       | 4      | 1      | –  | –  | –  | –  | –  | 2  |
| 17 | −1  | Antonio Giovinazzi | 4      | 0      | –  | –  | –  | –  | –  | –  |
| 18 | −1  | Romain Grosjean    | 4      | 0      | –  | –  | –  | –  | –  | 3  |
| 19 | 0   | George Russell     | 4      | 0      | –  | –  | –  | –  | –  | –  |
| 20 | 0   | Robert Kubica      | 4      | 0      | –  | –  | –  | –  | –  | –  |
| P  | +/− | Kierowca           | Starty | Punkty | P1 | P2 | P3 | PP | NO | NS |

### Konstruktorzy
| P  | +/− | Konstruktor               | Starty | Punkty | P1 | P2 | P3 | PP | NO | NS |
| -- | --- | ------------------------- | ------ | ------ | -- | -- | -- | -- | -- | -- |
| 1  | 0   | Mercedes                  | 8      | 173    | 4  | 4  | –  | 3  | 1  | –  |
| 2  | 0   | Ferrari                   | 8      | 99     | –  | –  | 3  | 1  | 2  | –  |
| 3  | 0   | Red Bull Racing-Honda     | 8      | 64     | –  | –  | 1  | –  | 1  | 1  |
| 4  | +3  | McLaren-Renault           | 8      | 18     | –  | –  | –  | –  | –  | 1  |
| 5  | +3  | Racing Point-BWT Mercedes | 8      | 17     | –  | –  | –  | –  | –  | –  |
| 6  | +1  | Alfa Romeo Racing-Ferrari | 8      | 13     | –  | –  | –  | –  | –  | –  |
| 7  | −3  | Renault                   | 8      | 12     | –  | –  | –  | –  | –  | 3  |
| 8  | −2  | Haas-Ferrari              | 8      | 8      | –  | –  | –  | –  | –  | 3  |
| 9  | 0   | Scuderia Toro Rosso-Honda | 8      | 3      | –  | –  | –  | –  | –  | 2  |
| 10 | 0   | Williams-Mercedes         | 8      | 0      | –  | –  | –  | –  | –  | –  |
| P  | +/− | Konstruktor               | Starty | Punkty | P1 | P2 | P3 | PP | NO | NS |